# Mercerisation

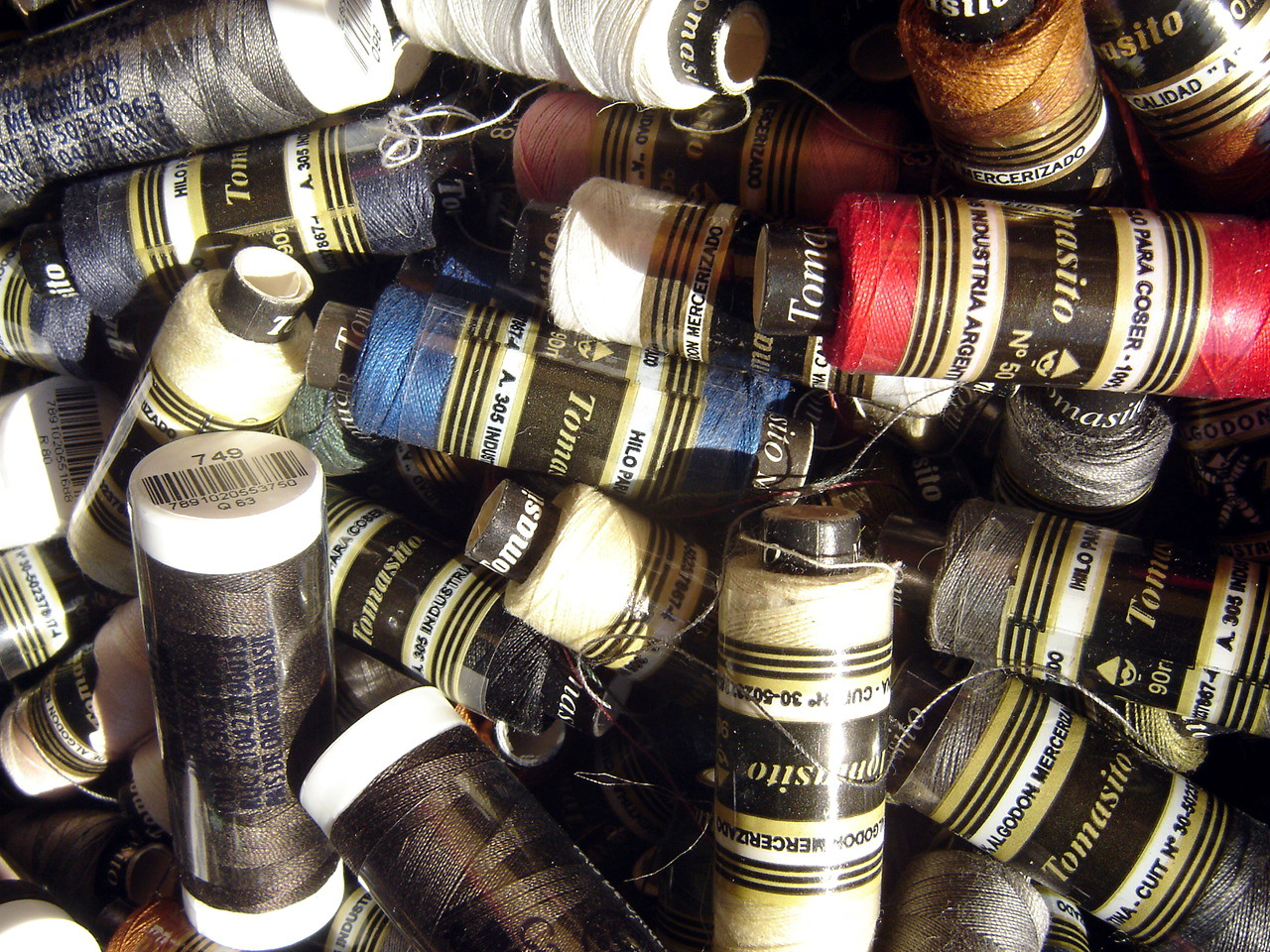
Bobines de fil mercerisé

La mercerisation ou mercerisage est un procédé chimique inventé par John Mercer en 1844 et qui consiste à traiter une étoffe de coton (cellulose) afin d'améliorer les caractéristiques physico-chimiques des fibres, comme de leur donner un aspect lustré.

## Histoire
Le procédé a été conçu en 1844 par John Mercer qui eut l'idée de traiter des fibres de coton avec de la soude caustique. La technique de Mercer rendait le tissu plus solide et plus réceptif aux teintures. Cependant, elle occasionnait un rétrécissement important de l'étoffe.
C'est sûrement pour cette raison que le procédé ne rencontra guère de succès avant que Horace A. Lowe ne l'améliore en 1890 jusqu'à sa forme actuelle. L'amélioration principale consista à maintenir le textile étiré pendant l'opération afin de prévenir son rétrécissement. Cette phase d'étirement pouvait s'effectuer également pendant que les rubans étaient encore humides. Mercer, de plus, ajouta une étape de rinçage à l'eau.

## Procédé
La méthode de production moderne du coton mercerisé, lequel est également connu sous le nom de coton perlé, consiste à appliquer de la soude caustique concentrée à raison de 300 g/l, à température ambiante et en maintenant les propriétés dimensionnelles, ce qui permet de faire gonfler les fibres de coton.
Le maintien des dimensions est essentiel afin d'éviter un rétrécissement de 25 à 30 %. Pour cette raison, le traitement ne peut s'appliquer qu'aux étoffes stables et peu déformables. Il est donc exclu de la pratiquer sur des tricots. Mais il est possible de l'appliquer sur des fils sous forme d'écheveaux. Au cours du traitement, il convient de ne pas exposer le coton à l'air libre (afin d'éviter une hydrolyse), de maîtriser la température et de bien neutraliser le pH en fin de procédé.
La section en forme de haricot des fibres prend sous l'action du gonflement une forme circulaire. Les fibres qui sont vrillées avant le traitement le sont nettement moins après celui-ci. La cuticule de coton est brisée, la lumière est mieux réfléchie et les fibres deviennent plus brillantes. Le changement de structure cristalline améliore les propriétés physiques avec une augmentation de la ténacité à sec et au mouillé.
D’autres produits alcalins peuvent parfois être utilisés, toutefois, pour des raisons de coûts et d’efficacité, c’est la soude caustique qui est généralement préférée par les industriels. Un procédé voisin consiste à traiter les fibres de coton avec une solution d’ammoniaque.
La mercerisation peut s'effectuer sur les fibres, sur les fils voire sur les étoffes déjà réalisées. On parle de double mercerisation lorsque l'on traite tant à la fois le fil que le produit fini (ex. : tricot).

## Effet
Ce procédé gonfle la fibre de coton, l'affinité tinctoriale en est améliorée car le colorant a plus de facilité à pénétrer dans la cellulose. Ce traitement augmente la brillance, la force et la résistance à la moisissure mais augmente aussi les risques d'abrasion. On réserve ce traitement aux fils et aux étoffes de noble qualité. Le terme de Fil d'écosse est aussi utilisé pour des filés de coton « longues fibres » assemblés par retordage ayant subi une double mercerisation.

## Utilisations
Le fil de coton mercerisé est utilisé tel quel mais est également dans les fils à âmes (core yarns) ou dans les fils guipés. C'est-à-dire que le fil est composé d'une âme (souvent de polyester), pour la solidité, autour de laquelle on enroule le fil perlé pour l'esthétique. Il s'agit d'un procédé industriel.

## Source
(en) Tom Beaudet, « What is Mercerized Cotton? », sur fiberarts.org (consulté le 3 janvier 2007).